# Соња Лапатанов
Соња Лапатанов (Битољ, 16. септембар 1948) некадашња је српска балерина, данас позната публицисткиња. Ауторка је неколико књига путописне прозе.

## Биографија
Соња Лапатанов потиче из руске емигрантске породице. Њен деда Пјотр Лапатанов био је дерматовенеролог. Пред налетом бољшевика 1921. године је из Одесе, преко Истанбула, стигао у Краљевину Југославију, где је краљ Александар примио руску емиграцију. Преко Котора и службовања у многим гарнизонима, стигао је са породицом у Београд, где је био војни лекар и један од оснивача Војне болнице. Соњин отац Николај Лапатанов, такође дерматовенеролог, почетком Другог светског рата депортован је као немачки заробљеник у Атину, где је упознао своју будућу супругу, Соњину мајку Јохану Марију, Немицу из Берлина. После рата Николај Лапатанов сели се, због службе, са супругом у Битољ, где им се 16. септембра 1948. године родила ћерка Соња. У Битољу је породица провела наредних пет година. касније се селе у Ниш, а одатле у Београд, где су живели Николајеви родитељи. Одрастала је у породичној кући у центру Београда, који су комунисти касније срушили и сазидали зграду у којој данас живи.

## Балет
Као дете Соња Лапатанов била је изузетно темпераментно дете. Како би каналисали тај необуздани темперамент, родитељи су је, по савету пријатеља, уписали у балетску школу. Веровали су да ће то бити само степеница у образовању и да ће, када за то дође време, наставити породичну традицију и постати лекар. Међутим, балет постаје њено животно опредељење. По завршетку гимназије и балетске школе "Лујо Давичо" у Београду, постаје стални члан балета Народног позоришта, где је као истакнути солиста наступала у представама текућег репертоара. Године 1973. на Дубровачким летњим играма наступа у трупи Мориса Бежара, у балетској представи Ромео и Јулија Хектора Берлиоза, а 1977. одлази, као стипендиста Владе Совјетског Савеза, на стручно усавршавање у Москву, на Државну академију позоришних уметности (ГИТИС), где је стекла звање дипломираног балетског педагога и кореографа. Након тога стажирала је у Бољшој театру. Вративши се у Београд, поред активног играња посвећује се кореографији, у којој постиже запажене успехе, постављајући нове стандарде у овој области. Како ју је посебно интересовао модеран израз у балету, 1984. године одлази на школовање и у Њујорк, у Pepsi Bethel American Authentic Jazz Dance Theatre, где је проширила знање из области мјузикла. Као кореограф сарађивала је са многим естрадним звездама, међу којима су најпознатије Лепа Брена и Драгана Мирковић.
У 42. години живота Соња Лапатанов се пензионисала и повукла са сцене. Још једном се вратила на сцену 2015. године, у шоу-програму Ја могу све.
Данас је генерални секретар Београдске секције Међународног савета за игру (CID UNESCO section Belgrade). Чланица је Удружења балетских уметника Србије (УБУС), на чијем је челу била од 2004. до 2012. године, када је истовремено била и директорка Фестивала кореографских минијатура. Такође је чланица и Удружења књижевника Србије, као и Међународног клуба жена у Београду. У годишњој анкети листа Блиц, крајем 2014. године, уврштена је у двеста најутицајнијих жена у Србији.

## Путовања и путописи
Године 1990. Соња Лапатанов почиње интензивно да путује и постаје светска путница, или како сама за себе каже, страствени глобтротер и адреналински зависник. Пропутовала више од 120 земаља и обишла готово целу Земљину куглу, а Африка и Азија су њене омиљене дестинације. Упоредо са овим путовањима открила је и свој списатељски дар, па је почела да пише и путописе. Своје путописне репортаже најпре је објављивала у дневним и недељним новинама, а затим и да пише књиге путописне прозе. Њена прва књига У скутима Хималаја преведена је на Брајеву азбуку, а део из њеног текста о Еквадору у уџбенику за српски језик наводи се као пример за репортажу.

## Награде
За свој стваралачки рад Соња Лапатанов добила је многа значајна југословенска и српска струковна и друштвена признања и награде. Међу њима су најзначајније: Стеријина награда, награда Културно-просветне заједнице Београда Златни беочуг и посебно Признање за врхунски допринос националној култури у Републици Србији. Због њених креација у драмским представама 1996. године установљена је Стеријина награда за сценски покрет.
Поред награда за свој културно-уметнички допринос добила је и бројна путничка признања, каква су:
- диплома за летење балоном преко саване у Танзанији,
- диплома за посету стаништима планинских горила у Уганди,
- диплома за пролазак бродом кроз Ракову обратницу на Атлантику,
- диплома за четвороструко препловљављање Екватора крај Галапагоса,
- диплома за посету Рту добре наде и друге.[1]